# William Stanhope
William Stanhope (c.1683 – 8 de diciembre de 1756) fue un estadista y diplomático británico. Fue el primer conde de Harrington.

## Biografía

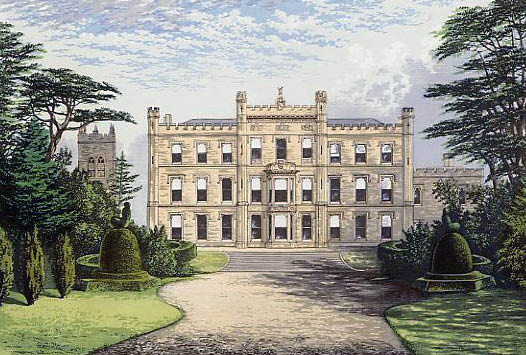
Casa familiar en Elvaston, Derbyshire, a finales del.

William Stanhope nació en 1683 en la casa familiar de Elvaston, Derbyshire, tercer hijo superviviente de John Stanhope y Dorothy Agard. Su hermano mayor, Charles Stanhope (1673-1760), también fue político y estuvo profundamente involucrado en el escándalo financiero de la Compañía del Mar del Sur, mientras que su primo James Stanhope (1673-1721) fue considerado un candidato alternativo a Robert Walpole para el título de primer Primer Ministro de Gran Bretaña. 
Se casó con Anne Griffiths, que murió en 1719 de parto de sus dos hijos gemelos, William, segundo conde de Harrington (1719-1779) y Thomas (1719-1743).

## Carrera
Educado en Eton College, Stanhope fue nombrado en 1703 como teniente en la 2.ª Guardia de Infantería durante la Guerra de Sucesión Española, antes de ser transferido a la 3.ª Guardia de Infantería en España. En 1710, era teniente coronel y fue derrotado en la batalla de Brihuega de diciembre de 1710, cuando la retaguardia británica al mando de su primo James Stanhope fue aislada y obligada a rendirse. En marzo de 1711, se convirtió en coronel del antiguo Regimiento Lepells, que se disolvió en noviembre de 1712 cuando el ejército se redujo en el período previo a la Paz de Utrecht de 1713. 
Stanhope ejercía como diplomático en España cuando comenzó la Guerra de la Cuádruple Alianza en 1719 y se unió al ejército francés bajo el mando del duque de Berwick como voluntario.  Acompañó al ejército de Berwick durante su exitoso asedio de San Sebastián. Cuando terminó la guerra en 1720, Stanhope fue nombrado embajador británico en España y se le otorgó la coronelía del 13.º de Dragones Ligeros, más tarde del 13.º de Húsares. Mantuvo este puesto hasta que comenzó la guerra anglo-española en marzo de 1727, habiendo establecido su reputación como diplomático durante este difícil periodo. 

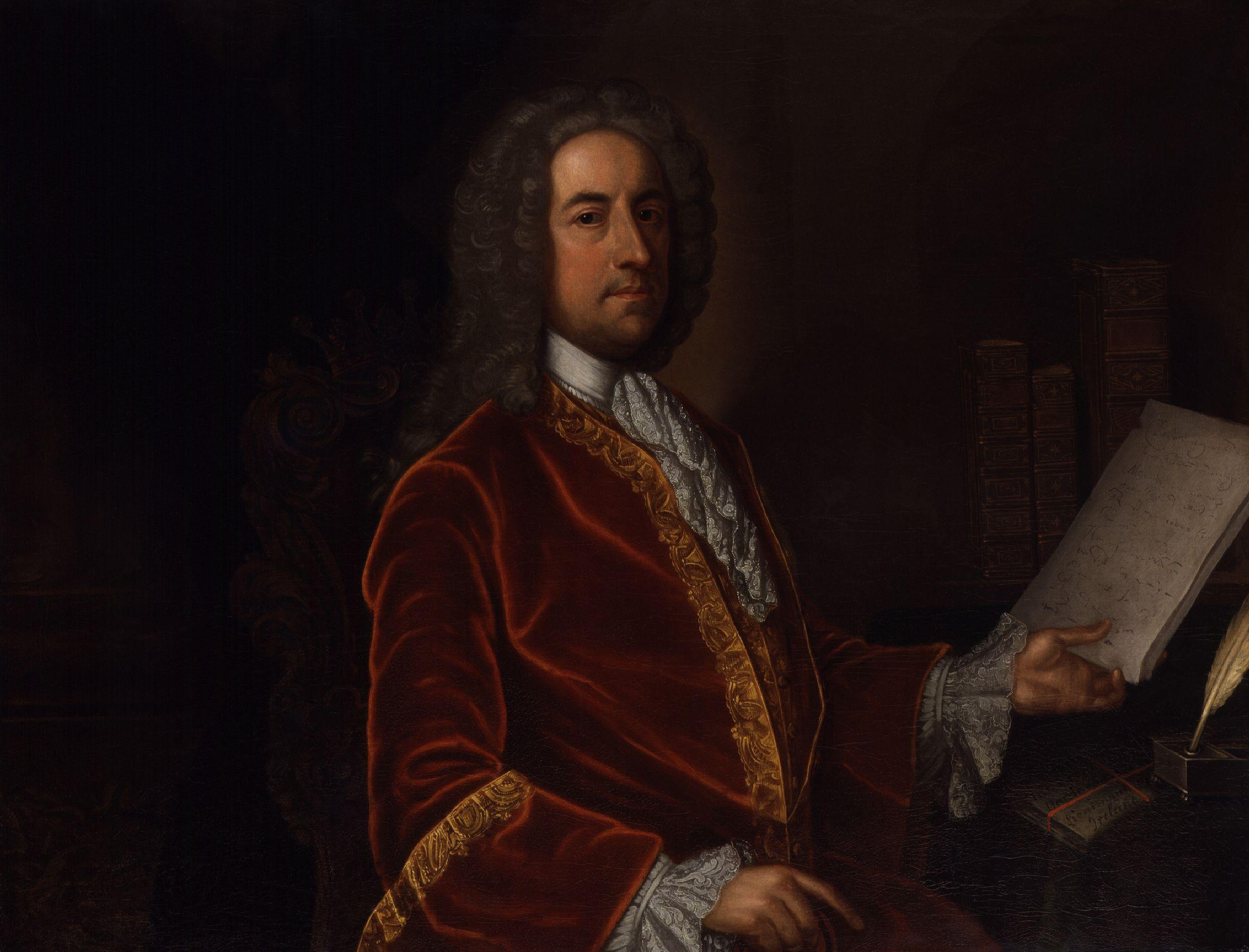
William Stanhope, primer conde de Harrington

Como recompensa por su participación en la negociación del Tratado de Sevilla de 1729 que puso fin a la guerra, fue nombrado barón Harrington en enero de 1730. Más tarde, ese mismo año, reemplazó a Lord Townshend como secretario de Estado para el Departamento del Norte bajo Robert Walpole. A pesar de las diferencias políticas sobre la participación británica en la guerra de 1734-1735, mantuvo su puesto hasta la caída de Walpole en 1742, cuando se convirtió en Lord Presidente del Consejo, conde de Harrington y vizconde de Petersham. 
Con el apoyo de su aliado político, el duque de Newcastle, fue restituido como secretario de Estado en 1744, pero dimitió en febrero de 1746 por su preferencia por un fin inmediato de la Guerra de Sucesión de Austria de 1740-1748. Fue nombrado Lord Teniente de Irlanda de 1747 a 1751  y, aunque su carrera militar activa terminó en 1720, recibió varios ascensos, terminando como General de pleno derecho en 1747.  Murió en Londres el 8 de diciembre de 1756.

Escudo de armas del conde de Harrington